# Нађценк
Нађценк (мађ. Nagycenk) је град у северној Мађарској, у жупанији Ђер-Мошон-Шопрон (Győr-Moson-Sopron megye). 

## Порекло имена
Име села се први пут помиње 1291 у купопродајном акту на латинском језику, у то време се звало Зенк. Да би се разликовали два Ценка, понекад се појављују имена придева, на пример из 1359: Гудурзенк (Gödörcenk) Име Велики Ценк је познато од 1544. године. 
Назив Кишценк (Kiscenk), на немачком Клајнцинкендорф (Kleinzinkendorf) је прво познато име Тотценка (Tótcenk). Од 1544. године па даље познато је као Давид Ценк (Dávid Czenk).
На немачком, велико село се зове Гросзинкендорф. На хрватском има три имена: Хрвати из Кофазе су је звали Циенка, Хрвати из Фертохомока су је звали Циењка, а Безечани су је звали Цинка.

## Историја
Касним ископавањима (1904) откривено је праисторијско насеље. Пронађени су и артефакти из бакарног и бронзаног доба. Откопани су и гробница за кремацију из халштатског доба, римска и аварска гробља. На граници села пронађени су остаци камене грађевине из римског периода.
Први власници села били су Деметер и Лоринц Ценки, затим Гергељ Ошли, касније су то била породица Канижај, породица Поки, а потом породица Ембер. Након изумирања ове друге породице 1570, два села (Кишценк и Нађценк) су дошла у посед Надашдија. У турско време, немачке и валонске трупе су посетиле и уништиле ту област (1590). Касније је становништво страдало од кампање Габора Бетлена. Након погубљења Ференца Надашдија због учешћа у Зринско-франкопанској завери, имање Ценки је пренето у краљевско власништво 1671, у то време краљ је био Леополд I.
Нађценк и Кишценк су дуго била два независна села. Административно су уједињени под именом Нађценк 1. октобра 1893. године, али још нису у потпуности интегрисани. Власништво и село припадали су породици Сечењи до 1945. године.

## Демографија
Током пописа 2011. године, 88% становника се изјаснило као Мађари, 0,7% као Хрвати, 3,3% као Немци, 0,2% као Румуни и 0,2% као Словенци (11,3% се није изјаснило, двојни идентитет може бити већи од 100%). 
Верска дистрибуција је била следећа: римокатолици 68%, реформисани 2,4%, лутерани 2,5%, гркокатолици 0,4%, неденоминациони 5,9% (19,9% се није изјаснило).